# 하이브리드 드라이브

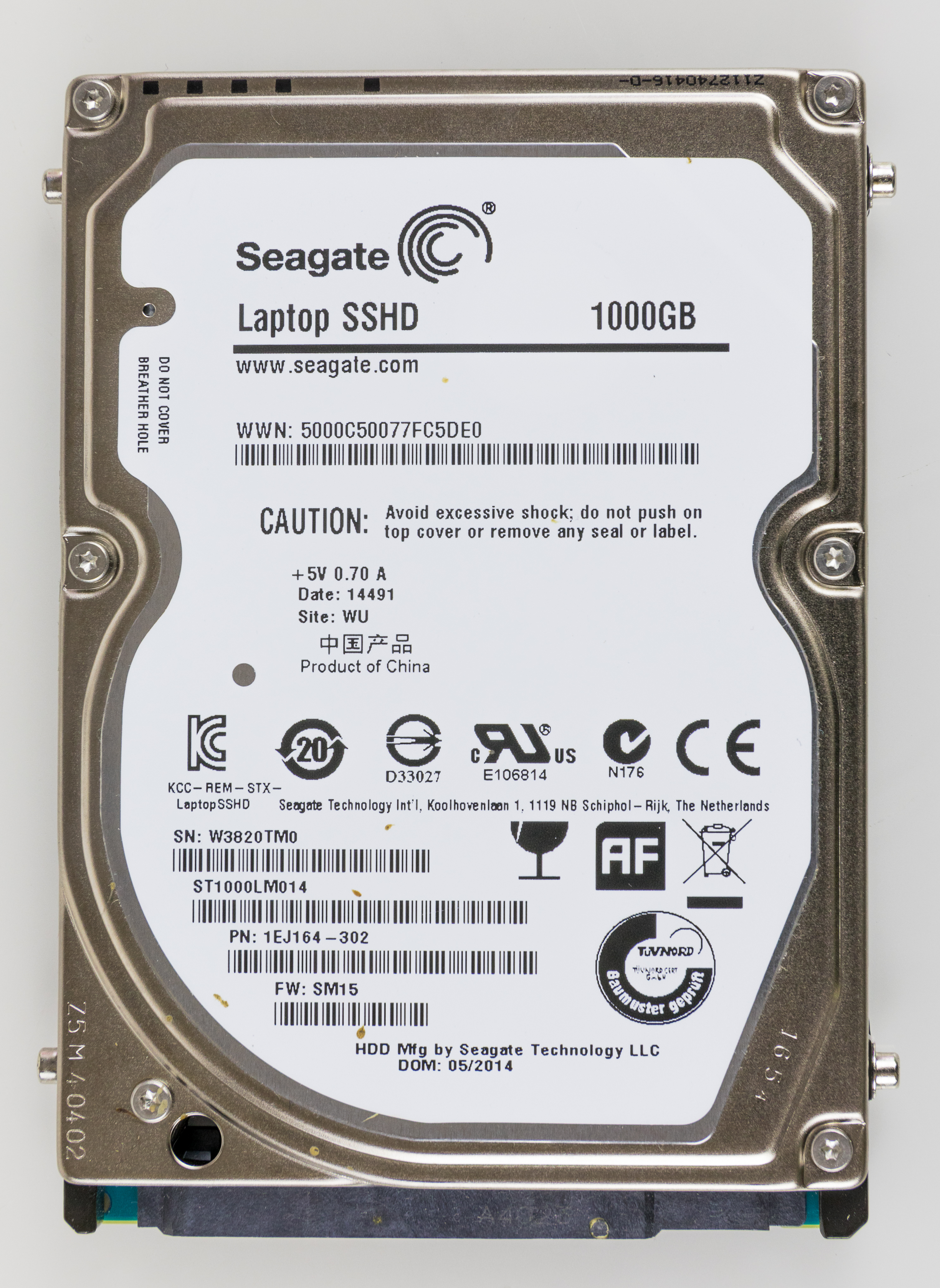
SSHD Seagate 1000Gb

SSHD와 듀얼 드라이브(FCM 디자인)와의 비교.

하이브리드 드라이브(hybrid drive)는 버퍼가 큰 컴퓨터 디스크 드라이브의 한 형태이다. 솔리드 스테이트 하이브리드 드라이브(solid state hybrid drive, SSHD)라고도 한다. 표준 드라이브와의 차이점은 용량이 큰 비휘발성 플래시 메모리를 이용하고 있다는 것에 있다. 이로써 일반 용도에서 데이터를 캐시로 처리할 수 있다. 일반 하드 드라이브의 플래터는 계속 회전하는 반면 비휘발성 데이터 기억 장치의 대용량 버퍼를 사용함으로써 하드 드라이브의 플래터는 대부분의 시간에 유휴 상태에 있을 수 있다. 수많은 이익이 있는데, 주로 빠른 속도를 들 수 있고, 전력 소비를 낮추며, 신뢰성을 개선하고 더 빠른 시동 과정을 거칠 수 있게 한다.
하이브리드 드라이브는 2007년 초에 노트북 컴퓨터를 중심으로 처음 개발되었다. 삼성이 처음 새로운 드라이브를 시장에 내 놓았고 최초의 하이브리드 드라이브를 2007년 3월에 OEM에 공개하였다.
잠시 동안, 윈도우 비스타 운영 체제와 완전히 호환되는 것으로 알려져 있고, 마이크로소프트는 레디드라이브라는 이름을 사용하여 이러한 기술에 대한 소프트웨어의 측면을 서술하고 있다.
명령 인터페이스는 8 번째 버전의 ATA로 표준화되어 있다.

## 이점
- 전력 소비 감소
- 발열 감소
- 소음 감소
- 신뢰성 개선
- 성능 개선

## 단점
- 캐시 처리되지 않은 데이터를 읽을 때 탐색 시간 증가
- 비용 증가
- 회전 주기 증가

## 같이 보기
- 디스크 드라이브
- 솔리드 스테이트 드라이브
- 레디드라이브
- 비휘발성 메모리
- 하이브리드 램 디스크